# Hamer (Idaho)
Hamer es una ciudad ubicada en el condado de Jefferson en el estado estadounidense de Idaho. En el año 2010 tenía una población de 48 habitantes y una densidad poblacional de 96 personas por km².

## Geografía
Hamer se encuentra ubicado en las coordenadas 43°55′2″N 112°11′53″O / 43.91722, -112.19806. Según la Oficina del Censo, la localidad tiene un área total de 0,5 km² (0,2 mi²), de la cual 0,5 km² (0,2 mi²) es tierra y 0 km² (0 mi²) (0.0%) es agua.

## Demografía
En el 2000 la renta per cápita promedia del hogar era de $24,167, y el ingreso promedio para una familia era de $24,167. En 2000 los hombres tenían un ingreso per cápita de $23,750 contra $11,250 para las mujeres. El ingreso per cápita para la localidad era de $13,280. El 0% de la población estaba bajo el umbral de pobreza nacional.